# Hymenochelus distinctus
Hymenochelus distinctus es un coleóptero de la subfamilia Melolonthinae.

## Distribución geográfica
Habita en la península ibérica (España y Portugal).